# Bałupiany
Bałupiany (Duits: Ballupönen; 1938-1945: Ballenau) is een plaats in het Poolse district  Gołdapski, woiwodschap Ermland-Mazurië. De plaats maakt deel uit van de gemeente Gołdap en telt 40 inwoners.